# محمد عبد الله محمد
محمد عبد الله محمد (11 مارس 1962 -)، رئيس الصومال التاسع في الفترة من 16 فبراير 2017 حتى 15 مايو 2022. تقلد منصب رئيس وزراء الصومال من 14 أكتوبر 2010 إلى 2011 يحمل بالإضافة إلى جنسيته الصومالية الجنسية الأمريكية. وقد أقر البرلمان بتعيينه بالمنصب في 31 أكتوبر 2010، وأقر تشكيل الحكومة التي شكلها في 27 نوفمبر 2010.
تقلد منصب رئيس جمهورية الصومال بعد منافسة مع الرئيس الصومالي المنتهية ولايته حسن شيخ محمود ورئيس وزرائه عمر شارماركي والرئيس الصومالي السابع شريف شيخ أحمد

## نشأته
ولد محمد عبد الله فرماجو في 11 مارس 1962 في حي بونطيري بالعاصمة الصومالية مقديشو،لأسرة تنحدر من عشيرة مريحان دارود. نشط والداه في رابطة الشباب الصومالي (SYL) أول حزب سياسي في الصومال، وعمل والده خلال السبعينيات موظفًا مدنيًا في وزارة النقل الوطنية، أنهى فرماجو تعليمه الأساسي والثانوي في العاصمة مقديشو، قبل أن ينتقل إلى الولايات المتحدة، حيث حصل على الماجستير في العلوم السياسية والعلاقات الدولية من جامعة بافالو بنيويورك، عمل فرماجو سكرتيرا أول بالسفارة الصومالية بالولايات المتحدة في منتصف ثمانينيات القرن الماضي، وبعد اندلاع الحرب عام 1991 قرر البقاء بالولايات المتحدة وطلب اللجوء السياسي. حصل على الجنسية الأميركية عام 1994 وشغل مناصب عدة ببلدية بوفالو، وفي قطاع النقل بنيويورك، واستقر داخل الولايات المتحدة وبقي هناك حتى عام 2010 حين استدعاه الرئيس شريف شيخ أحمد لرئاسة الحكومة، تنازل عن جنسيته الأمريكية لاحقا في أغسطس 2019. فرماجو متزوج من السيدة زينب عبدي معلم، وله منه أربعة أولاد (ولدين وبنتين)

## حياته المهنية
عمل فرماجو في وزارة الخارجية في الفترة ما بين 1982 و1985 ثم عمل سكرتيرا أول بالسفارة الصومالية بالولايات المتحدة في منتصف ثمانينيات القرن الماضي في الفترة ما بين 1985 و1988  اختير بعدها مفوضا لهيئة الإسكان في بلدية بافلو وشغل المنصب في الفترة ما بين 1994 و1997 ثم عمل رئيسا للشؤون المالية في البلدية كما شغل منصب مدير برنامج مكافحة الأسلحة في المدينة في الفترة ما بين 1995 و1999، كما عمل منسقًا لأعمال الأقليات في إدارة مقاطعة إيري في الفترة ما بين 2002 وحتى تعيينه رئيسا للوزراء في أواخر عام 2010 عمل فرماجو كمفوض للتوظيف المتكافئ في وزارة النقل في مدينة بوفالو بولاية نيويورك في هذه الأثناء، حصل فرماجو على الماجستير في العلوم السياسية من جامعة بوفالو بأطروحته المعنونة بـ «المصالح الاستراتيجية للولايات المتحدة في الصومال: من فترة الحرب الباردة إلى الحرب على الإرهاب» كما درس مهارات القيادة وحل النزاعات في كلية إيري المجتمعية، التابعة لجامعة ولاية نيويورك، في عام 2007 اتُهم فرماجو من قبل بعض القادة الصوماليين الأمريكيين بالتلاعب بالعملية الانتخابية المحلية لاختيار رئيس لجنة مجتمعية محلية للصوماليين في بوفالو بنيويورك لأجل البقاء في السلطة ما أدى إلى حدوث انقسام في المجتمع

## مسيرته السياسية

### رئاسة الوزراء (2010 - 2011)
في 15 أكتوبر 2010 عينه الرئيس الصومالي شريف شيخ أحمد رئيسا للوزراء،  وأدى اليمين الدستورية في 1 نوفمبر 2010 ، في حفل أقيم في القصر الرئاسي فيلا الصومال، ليقوم بتشكيل حكومة تكنوقراط في 12 نوفمبر 2010 يشكل المهاجرون العائدون من الخارج جزءًا أساسيًا منها، وحملت اسم «حكومة تايو» (الكفاءات) وتتألف من 18 وزيرا فقط وهو عدد أقل بكثير من الحكومة السابقة التي ضمت 39 حقيبة وزارية، كما أن القائمة ضمت وزيرين فقط من الوزراء السابقين.
الإصلاحات
في خطابه الأول أمام مجلس الأمن الدولي في أول 50 يومًا من توليه المنصب، أشار رئيس الوزراء فرماجو إلى أن إدارته بدأت في إعداد إحصاء إلكتروني كامل لقوات الأمن من المقرر الانتهاء منه في غضون أربعة أشهر، كما تم تعيين أعضاء اللجنة الدستورية المستقلة التي تضم محامين دستوريين وعلماء دين وخبراء في الثقافة الصومالية لمراجعة مسودة الدستور، المنوط بتنفيذه الحكومة الاتحادية الانتقالية الصومالية، كما أشار فرماجو إلى أن حكومته نجحت في إرسال وفود رفيعة المستوى لنزع فتيل التوترات والخلافات العشائرية في مناطق عديدة من الصومال
والتزاما بالشفافية، كشف كافة أعضاء مجلس الوزراء عن أصولهم ووقعوا على ميثاق الشرف، كما تم إنشاء لجنة لمكافحة الفساد تتمتع بصلاحية إجراء تحقيقات رسمية ومراجعة قرارات الحكومة وبروتوكولاتها من أجل مراقبة جميع الأنشطة التي يقوم بها المسؤولون عن كثب، إضافة إلى ذلك، تم حظر الرحلات غير الضرورية لأعضاء الحكومة إلى الخارج، ويتطلب أي سفرموافقة رئيس الوزراء. وطُرحت موازنة تحدد النفقات الفيدرالية لعام 2011 أمام أعضاء البرلمان ووافقوا عليها، مع إعطاء الأولوية لدفع رواتب موظفي الخدمة المدنية، بالإضافة إلى ذلك، كان من المقرر إجراء مراجعة شاملة للممتلكات الحكومية، وأشار المستشار عبد الرحمن عمر عثمان إلى أن حكومة فرماجو اهتمت بإصلاح الطرق وإعادة فتح المدارس العامة ودفع رواتب الجنود والموظفين المدنيين بشكل منتظم باعتبارها قضايا حققت له جماهيرية خلال فترة ولايته القصيرة.
الاستقالة

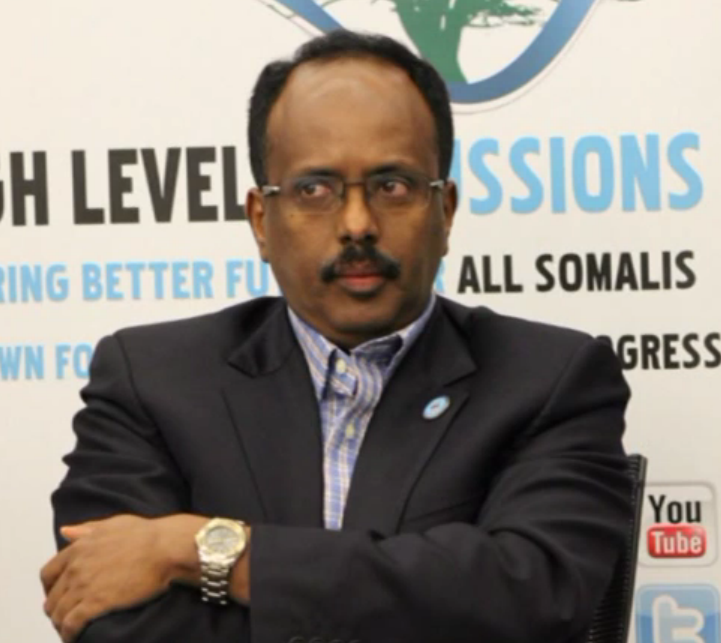
محمد عبد الله فرماجو في 2012

بعد أشهر من الخلاف السياسي بين رئيس البرلمان الانتقالي شريف حسن والرئيس الصومالي شريف شيخ أحمد حول إجراء انتخابات رئاسية في أغسطس 2011 أبرم السياسيان اتفاقية في كمبالا في 9 يونيو 2011 يتم بموجبها تأجيل الانتخابات الرئاسية والنيابية مدة عام واحد، مقابل استقالة رئيس الوزراء خلال ثلاثين يومًا، بإشراف الرئيس الأوغندي يوويري موسيفيني ومبعوث الأمم المتحدة إلى الصومال أوغستين ماهيغا، ويرجع الخلاف إلى أن شريف حسن لم يرتح في بادئ الأمر لقرار الرئيس شريف شيخ أحمد بتعيين فرماجو رئيسًا للوزراء إضافة إلى تشكيل فرماجو لحكومة لم يتمكن رئيس البرلمان من المشاركة في تشكيلها، ما أدى إلى عدم تعاون مجلس النواب مع الحكومة لاسيما فيما يخص تمويل المشاريع الحكومية. في 19 يونيو 2011 قدم رئيس الوزراء فرماجو استقالته مشيرا إلى أنه يتنحى "لمصلحة الشعب الصومالي والوضع الراهن في الصومال" وذلك بعد مظاهرات عديدة خرجت لتأييده في مختلف محافظات الصومال وعُين وزير التخطيط في حكومته عبد الولي محمد علي غاس خلفا له بعد استقالته عاد فرماجو إلى الولايات المتحدة ومنصبه القديم في وزارة النقل بولاية نيويورك.
حزب تايو
في أوائل عام 2012 أنشأ محمد عبد الله فرماجو وعدد من أعضاء حكومته السابقة حزب تايو "الكفاءة" السياسي، ووفقًا لفرماجو فإن الأجندة الأساسية للحزب ستتمحور حول تقديم الخدمات لعامة السكان في الصومال وتشجيع عودة المغتربين الصوماليين للمساعدة في عملية إعادة الإعمار بعد الصراع، وقام فرماجو بحملات في وجهات عالمية شملت الولايات المتحدة وهولندا والمملكة المتحدة والسويد لحشد الدعم لحزبه الجديد.
الانتخابات الرئاسية في 2012
في أوائل أغسطس 2012 قدم فرماجو نفسه كمرشح رئاسي في الانتخابات الرئاسية ولكن تم إقصاؤه في الجولة الأولى من التصويت
الانتخابات الرئاسية في 2017

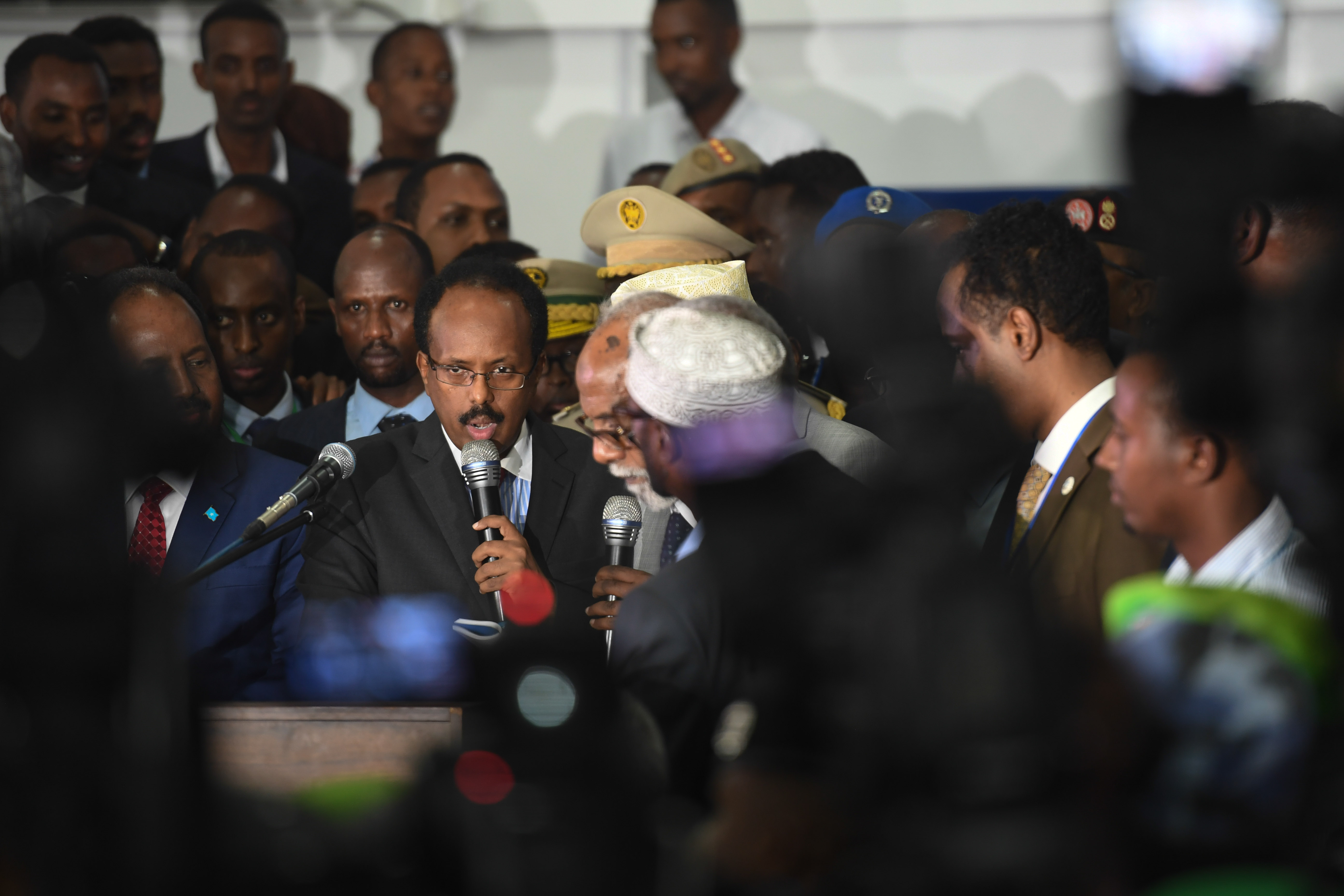
الرئيس فرماجو يؤدي اليمين الدستورية بعد انتخابه رئيسا

اعتبر الخبراء أن الانتخابات البرلمانية في العام 2017 كانت من أكثر الأحداث السياسية فسادًا في تاريخ البلاد، وسط تقارير عن شراء أصوات الناخبين، وقدر المحققون المبالغ المدفوعة كرشاوي بـ 20 مليون دولار دفع الجزء الأكبر منها دول أجنبية لها مصالح في الصومال، كانت تأمل في أن يساعد المرشحون الذين يدعمونهم ماليًا في تعزيز مصالحهم، وفي ظل هذه الظروف خاض محمد عبد الله فرماجو السباق الرئاسي بعد أن اتخذ شعار مكافحة الفساد في حملته،  وتقدم فرماجو في الجولة الثانية من التصويت، بحصوله على 184 صوتا من إجمالي 329 مقابل 97 صوتا لمنافسه حسن شيخ محمود، الأمر الذي كان بمثابة مفاجأة للمحللين، وقبل خوض الجولة الثالثة، أعلن الرئيس المنتهية ولايته انسحابه من السباق، وأعلن رسميًا عن فوز فرماجو بمنصب الرئاسة،، وسلطت صحف أمريكية الضوء على خبرة فرماجو في السياسة لاسيما السياسة الأمريكية، معتبرة أن ذلك سيساعده خلال توليه الرئاسة.

## رئاسة الصومال (2017 - 2022)
لاقت حكومة فرماجو إشادة من قبل صندوق النقد الدولي لإصلاحاتها المالية، كما أشاد مراقبون دبلوماسيون بجهودها في معالجة الفساد في القوات المسلحة، غير أن المجتمع الصومالي انقسم في الموقف من حكومة فرماجو، فمقابل تأييد شعبي حظي به، عارضته العديد من العشائر القاطنة في مناطق جنوب ووسط الصومال.
محاولة سحب الثقة

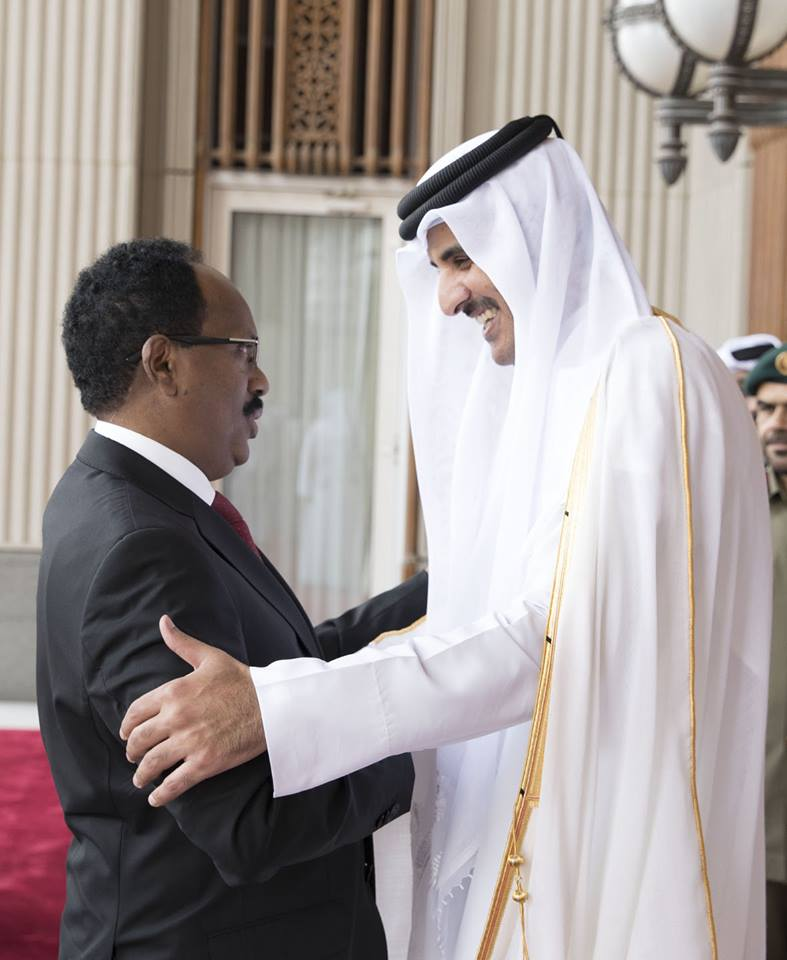
الرئيس الصومالي محمد عبد الله فرماجو مع أمير قطر تميم بن حمد آل ثاني في 2018

في ديسمبر 2018 قدم أعضاء مجلس النواب مذكرة لسحب الثقة من رئيس الجمهورية محمد عبد الله فرماجو، عقب هجوم استهدفت فيه القوات الأمنية زعيم حزب ودجر المعارض عبد الرحمن عبد الشكور ورسمي، أحد أفراد عشيرة هبر جدير، لاحقا قال رئيس البرلمان الصومالي محمد مرسل شيخ عبد الرحمن إن أعضاء البرلمان تخلوا عن مسعى لمساءلة الرئيس فرماجو؛ بسبب مزاعم بأنه وقّع سراً اتفاقيات مع دول أخرى، بعد أن خلصوا إلى أن الاستقرار السياسي أكثر أهمية من اقتراحهم، كما نفى أربعة عشر من أعضاء البرلمان ظهرت أسماؤهم عليه أنهم وقعوا على المقترح
صوماليلاند
في فبراير 2020 التقى الرئيس الصومالي فرماجو برئيس صوماليلاند موسى بيحي عبدي في جيبوتي بوساطة من رئيس وزراء إثيوبيا آبي أحمد، لبحث سبل حل الخلافات واستعادة الوحدة إلا أن المحادثات لم تثمر أي اتفاق، ومما صعّب الوصول إلى اتفاق أن 70 ٪ من سكان صوماليلاند ولدوا منذ إعلان الاستقلال من طرف واحد في عام 1991 إضافة إلى أن معظم القضايا السياسية والاجتماعية مبنية على أرضية قبلية، مما عمّق الخلاف، في أبريل 2021 ألقى موسى بيحي باللائمة على الرئيس الصومالي فرماجو في استمرار الاضطرابات في الصومال.
العلاقات بين كينيا والصومال
في ديسمبر 2020 اتهم الرئيس الصومالي فرماجو كينيا بالتدخل في الشؤون الداخلية للصومال في خلاف دبلوماسي أدى إلى قطع الصومال العلاقات الدبلوماسية مع كينيا المجاورة، وأمهلت الحكومة الصومالية الدبلوماسيين الكينيين لديها 7 أيام لمغادرة البلاد، ودعت في بيانها جميع الدبلوماسيين الصوماليين في كينيا إلى العودة لبلادهم، من جهتها نفت الحكومة الكينية هذه المزاعم مشيرة إلى أن الحكومة الصومالية غير ممتنة لكينيا على الدعم الذي قدمته بلادها للاجئين الصوماليين وجهودها لإحلال السلام في الصومال. ولم يجد تقرير صادر عن لجنة تقصي الحقائق التابعة للهيئة الحكومية الدولية المعنية بالتنمية أي دليل على أن كينيا تتدخل في شؤون الصومال.
دعم الجيش الإثيوبي في حرب تيغراي
في نوفمبر 2020 التقى مستشار رئيس الوزراء الإثيوبي آبي أحمد لشؤون الأمن القومي جيدار أندارجاتشو بالرئيس الصومالي محمد عبد الله فرماجو في العاصمة الصومالية مقديشو. وبحسب التقارير فقد أظهر فرماجو دعمه لإثيوبيا في حرب تيغراي، في الوقت الذي أعرب فيه غاتشو عن استعداد إثيوبيا لمواصلة دعمها العسكري للصومال، والذي كانت الصومال بحاجة إليه لمكافحة حركة الشباب. لاحقا أفادت تقارير بأن ما يقدر بـ 4000-7000 جندي صومالي أُرسلو للتدريب في إريتريا يقاتلون في تيغراي ما أدى إلى احتجاجات في مقديشو. وصرح متظاهرون كان بينهم أقارب للجنود أنهم لم يتواصلوا معهم منذ إكمال التدريبات ومغادرتهم إريتريا بعد أن قيل لهم أنهم حصلوا وظائف أمنية في قطر. وادعى نائب المدير السابق في وكالة المخابرات والأمن الوطني الصومالية عبد السلام يوسف جوليد أن 370 جنديًا صوماليًا لقوا حتفهم في الصراع في إقليم تيغراي، في حين نفت كل من إثيوبيا والصومال تورط أي جنود صوماليين في الصراع، في الوقت ذاته دعت لجنة برلمانية الرئيس الصومالي إلى فتح تحقيق في القضية، في حين ألقى عضو في لجنة الدفاع في البرلمان باللوم على كوفيد 19. في يونيو 2021 أكدت المفوضية السامية للأمم المتحدة لشؤون اللاجئين أن القوات الصومالية قد نُقلت من إريتريا للقتال في تيغراي.
حرية الصحافة
أصدرت منظمة العفو الدولية في فبراير2020 تقريراً بعنوان "نعيش في خوف دائم" يركز على تدهور حرية الصحافة في البلاد منذ تولي الرئيس فرماجو منصبه في فبراير2017، وخلُص التقرير إلى أن أكبر التهديدات التي تتعرض لها الصحافة في الصومال تأتي من الحكومة وحركة الشباب. كما سلط الضوء على ثمانية صحفيين أجبروا على الفرار من البلاد وثمانية لقوا حتفهم، قُتل أحدهم برصاص قوة الشرطة الفيدرالية، في حين قتل اثنان على أيدي مهاجمين مجهولين، وقتل خمسة آخرون في هجمات حركة الشباب.
شمل التقرير أبضا مزاعم بأن مكتب رئيس الجمهورية فرماجو قدم مبالغ مالية كرشوة لوسائل إعلام رئيسية من خلال مديريها ومالكيها، ما منعهم من الكتابة بحرية. في أبريل 2020 أعلنت وكالة المخابرات والأمن الوطني أن الصحفي في إذاعة صوت أمريكا هارون معروف يشكلل تهديدًا أمنيًا، وحصل الأخير على دعم شبه عالمي من الصحفيين والأكاديميين والسياسيين حيث وصفته السفارة الأمريكية في مقديشو بأنه "محترف محترم" و "أحد أكثر الصحفيين الصوماليين نفوذاً".
أشارت منظمة مراسلون بلا حدود في أغسطس 2020 إلى أنه على الرغم من الخطر العام الذي يتعرض له الصحفيون في الصومال، فإن الجهود تُبذل للحد من الهجمات عليهم، لكنها أعربت عن قلقها من أن قوانين الإعلام الجديدة لا تفي بالمعايير المقبولة دوليًا. وأشارت المنظمة إلى أن ضابط شرطة أطلق النار على صحفي كما سُرح جنديان من الجيش بتهمة الإساءة إلى الصحفيين، وصدرت أوامر لمكتب المدعي العام بالتحقيق في مقتل أكثر من خمسين مراسلاً صحفياً قتلوا العام الماضي 2019
في 27 أغسطس 2020 وقّع الرئيس فرماجو على نسخة معدلة من قانون الصحافة بعد تصديق مجلسي الشيوخ والشعب للبرلمان الفيدرالي الصومالي عليه
الإعفاء من الديون
في عام 2020 نجحت إدارة فرماجو في الحصول على إعفاء من الديون، وأوضح بيان صادر من نادي باريس”  بناءا على الجهود التي بذلتها الحكومة الفيدرالية تجاه تحسين النظام المالي تم إعفاء 1.4 مليار دولار أمريكي، كجزء من تخفيف الديون الملقاة عليها” وأشاد فرماجو مجلس الوزراء بأداء الحكومة الفيدرالية التي يرأسها حسن علي خيري ووزير المالية عبد الرحمن دعالي بايلي والإنجازات التي حققتها الحكومة االفيدرالية  في إصلاح النظام المالي للبلاد والنجاح في الخطوات التي تهدف الى رفع عبء الديون عن الصومال.

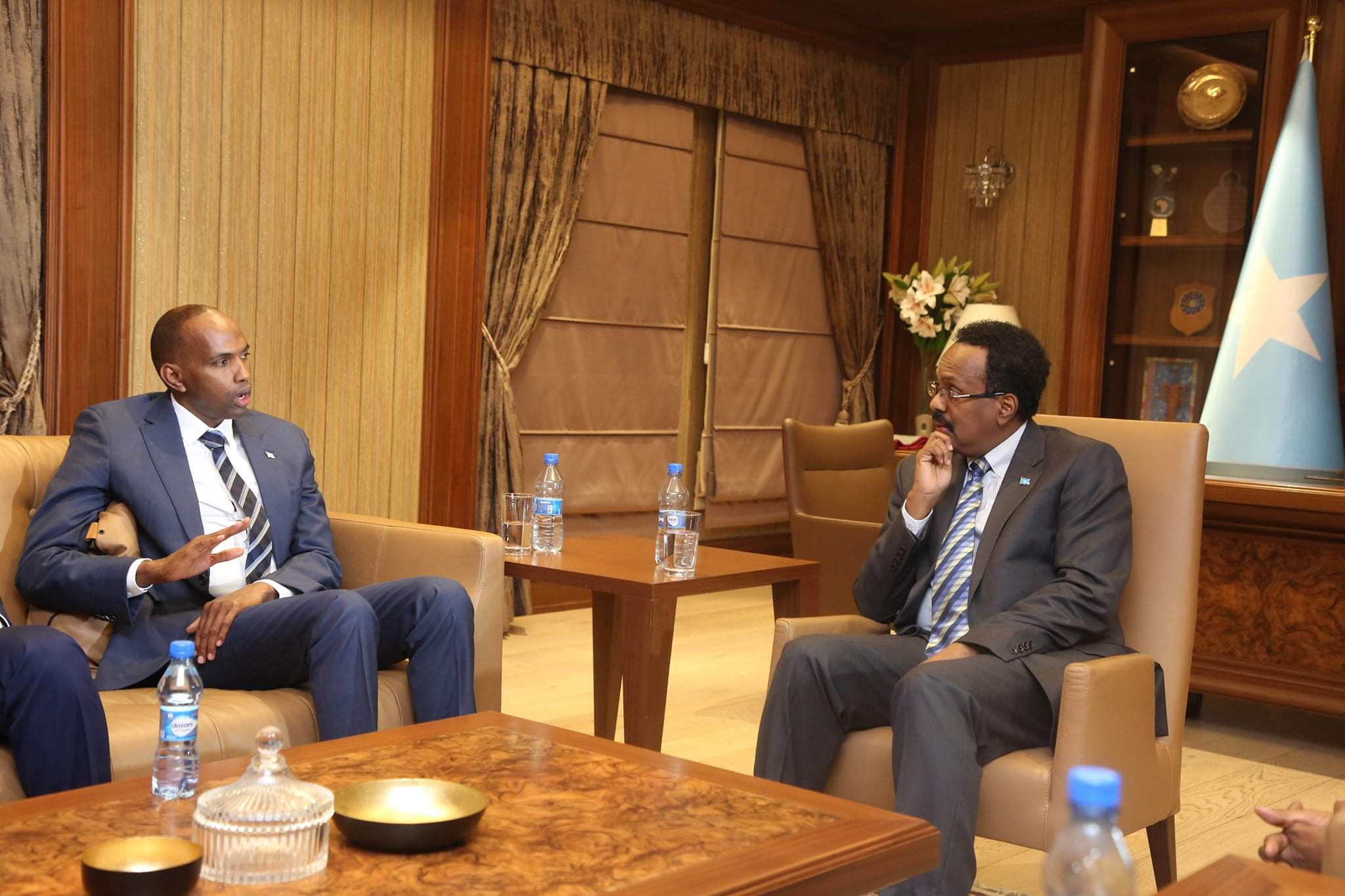
الرئيس فرماجو مع رئيس الوزراء حسن علي خيري

سحب الثقة من رئيس الوزراء
في 25 يوليو 2020 صوت البرلمان الصومالي على سحب الثقة من حكومة رئيس الوزراء حسن علي خيري، وقال رئيس البرلمان محمد مرسل شيخ عبد الرحمن إن "170 نائبا من أصل 275 أيدوا سحب الثقة من الحكومة، بينما اعترض ثمانية نواب" وأوضح رئيس المجلس أن القرار جاء على خلفية الانتقادات التي تعرضت لها حكومة خيري بشأن إجراءاتها في مجال تعزيز الأمن في البلاد، من جهته أعلن رئيس الوزراء حسن علي خيرى استقالته من منصب رئاسة الوزراء واصفا قرار سحب الثقة بالغير قانوني مشيرا إلى أن استقالته من منصبه رعاية لمصلحة البلاد وتفاديا للعودة إلى مرحلة الانهيار والمشاكل ويعتبر إقالة رئيس الوزراء أمرا ليس بجديد حيث أن اثنين فقط من رؤساء وزراء الصومال منذ عام 2000 نجوا من الإقالة وأعرب الأمين العام للأمم المتحدة أنطونيو غوتيريش عن قلقه من سحب الثقة قائلاً إن القائم بأعمال رئيس الوزراء لن يكون قادرًا على أداء واجبات دستورية معينة كونه يعمل بشكل مؤقت.
الإعداد لعقد انتخابات رئاسية
عُقدت ثلاث جولات من المشاورات في مدينة طوسمريب استضافه رئيس ولاية غلمدغ أحمد عبدي كاري بين شهري يوليو وأغسطس 2020 بين الحكومة الفيدرالية وحكومات الولايات الإقليمية للتوافق على انتخابات توافقية تنظم في موعدها، وبعد مشاورات ماراثونية شهدت شدا وجذبا، وُقع اتفاق بين الأطراف في 17 سبتمبر 2020 على إجراء انتخابات برلمانية في 1 ديسمبر 2020 تليها انتخابات رئاسية في فبراير 2021. في نوفمبر 2020 اتهم رئيس ولاية جوبالاند أحمد مدوبي الرئيس الصومالي بخرق اتفاقية سبتمبر وعدم إيفاء الحكومة بوعدها بسحب القوات المسلحة من محافظة جدو وتسليم الإدارة إلى كيسمايو، في نوفمبر 2020 أصدر مجلس اتحاد مرشحي الرئاسة بيانًا دعا فيه إلى إقالة مفوضية الانتخابات متهما الرئيس الصومالي بعرقلة إجراء الانتخابات، كما دعى المجلس رئيس المفوضية فهد ياسين إلى التنحي كونه رئيس حملة الرئيس فرماجو الانتخابية. واتهم مجلس اتحاد المرشحين فرماجو بـ "مخالفة قانون الانتخابات وتعيين مقربين منه في المفوضية".
في 2 فبراير 2021 عقد الرئيس فرماجو في طوسمريب مؤتمرا استمر لثلاثة أيام شارك فيه قادة الولايات الفيدرالية للتوافق على عقد انتخابات رئاسية، وانتهى المؤتمر التشاوري دون التوصل إلى اتفاق حول النقاط الخلافية بشأن الانتخابات، وتبادل قادة الحكومة الفيدرالية والولايات الإقليمية الاتهامات بالتسبب في فشل المؤتمر، وألقى الرئيس فرماجو باللوم على التدخل الأجنبي، الأمر الذي أغضب زعيم جوبالاند ، الذي اتهمه فرماجو مرارًا وتكرارًا بتلقي من الدعم من كينيا، وهاجمت حركة الشباب مدينة طوسمريب عشية عقد الانتخابات، وأدت الاشتباكات بين الحركة والقوات الحكومية إلى مقتل أربعة جنود حكوميين واعتقال اثنين من المهاجمين.
في 8 أبريل 2021 أُعلن عن فشل المحادثات بين الحكومة الصومالية ورؤساء ولايتي بونتلاند وجوبالاند. ويعود سبب الفشل إلى انعدام الثقة بين الطرفين حسب أستاذ العلوم السياسية في الجامعة الوطنية الصومالية أنور عبد الفتاح
في 27 أبريل 2021 في بيان دعمه رئيس الوزراء روبلي أعلنت ولايتا هيرشبيلي وغلمدغ رفض تمديد ولاية الرئيس محمد عبد الله فرماجو، داعين إلى العودة إلى المحادثات.
الخلاف مع رئيس الوزراء روبلي
في 18 سبتمبر 2020 عين الرئيس الصومالي فرماجو محمد حسين روبلي الوافد الجديد على السياسة رئيسًا للوزراء.

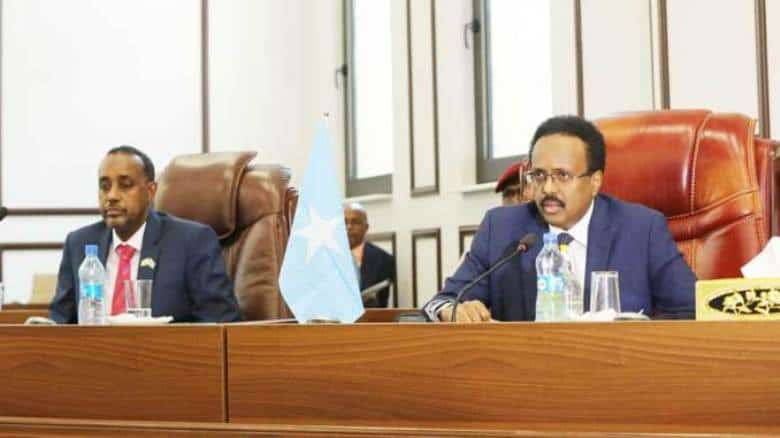
الرئيس فرماجو مع رئيس الوزراء روبلي

في 13 أبريل 2021 صوّت أعضاء البرلمان الاتحادي لصالح تمديد ولاية الرئيس محمد عبد الله فرماجو لمدة عامين، لوضع حد لأزمة مستمرة منذ أشهر بشأن إجراء انتخابات في البلاد، وبحسب ما أعلنه رئيس المجلس محمد مرسل شيخ عبد الرحمن فإن 149 من أصل 153 نائبا حضروا الجلسة صوتوا لصاح التمديد الذي عارضه 3 نواب فيما امتنع نائب واحد عن التصويت. ورحب الرئيس الصومالي محمد عبد الله فرماجو بالقانون الخاص، وأشار إلى أن "الحكومة ستلعب دوراً في تنفيذ القانون الذي سيقود البلاد إلى الانتخابات المباشرة، ويعيد للشعب الصومالي حقه الدستوري في اختيار من يثق به". وعارض القرار على الفور ولايتا بونتلاند وجوبالاند والعديد من السياسيين إضافة إلى مجلس اتحاد المرشحين الرئاسيين وفي ردود فعل دولية قالت حكومة المملكة المتحدة إن هذه الخطوة قد تؤدي إلى إعادة تقييم لطبيعة مساعدتها للصومال وعلاقتها بالحكومة الصومالية، وقالت إنها ستعمل مع الشركاء الدوليين من أجل القيام بذلك، من جهته أشار رئيس لجنة العلاقات الخارجية بمجلس الشيوخ الأمريكي بوب مينينديز إلى المحاولة باعتبارها "خرقًا للمعايير الديمقراطية" ، قائلاً إن مثل هذه الأعمال "تهدد بزعزعة استقرار الصومال"، وردا على هذه الاعتراضات أصدرت وزارة الخارجية الصومالية بيانا قالت فيه إنها "ترفض أي محاولات لاستخدام المساعدات الإنسانية لابتزاز البلاد".
في 16 أبريل 2021 صرح الرئيس الصومالي فرماجو في مقابلة إذاعية أنه يدرك أن الصومال بحاجة إلى دعم خارجي، لكنها لا تحتاج إلى تدخل، وأضاف أنه سعى دائمًا لتعزيز العلاقات مع جميع الشركاء معتبرا أنها الوسيلة الوحيدة لتحقيق المصالح المشتركة لجميع الدول والشعوب.
في 19 فبراير 2021 أعلنت الحكومة الصومالية أنها أحبطت هجوما شنته مليشيات مسلحة على أحياء في العاصمة مقديشو، في الوقت الذي نظمت فيه المعارضة مظاهرات تطالب برحيل الرئيس محمد عبدالله فرماجو،  وأعلن رئيس الوزراء الصومالي السابق حسن علي خيري أنه نجا من محاولة اغتيال بعد إطلاق قوات الحكومة الصومالية النار على حشد من المتظاهرين كان يتقدمهم، وأشار إلى أنه وعددا آخر من المرشحين والمسؤولين والمشاركين في المظاهرات تعرضوا لمحاولة اغتيال أعد لها مسبقا. واتهم الرئيس السابق حسن شيخ محمود قوات موالية للرئيس بمهاجمة مقر إقامته إلا أن وكالة الأنباء الصومالية نقلت عن وزير الأمن الداخلي، حسن حندبي، نفيه ضلوع القوات الحكومية في الهجوم على منزل الرئيس السابق.
 من جهته دعا رئيس الوزراء محمد حسين روبلي الشعب للحفاظ على الدولة ومؤسساتها، معرباً عن أسفه من المواجهات المسلحة التي شهدتها العاصمة مقديشو مشيرا إلى أن الانتخابات ستعقد في موعدها، وتبادلت الحكومة و"كتلة المرشحين" الاتهامات بشأن المسؤولية عن أحداث مقديشو. وأسفرت الاشتباكات بين القوات الحكومية وقوات يقودها قائد شرطة العاصمة المعزول صادق جون عن مقتل خمسة وإصابة عشرة آخرين معظمهم من المدنيين
بعد تصريحات أدلى بها ممثلو الاتحاد الأوروبي والولايات المتحدة ومكتب الأمم المتحدة في الصومال وحذرو فيها من التمديد في 25 مارس 2021، حذر وزير الإعلام الصومالي عثمان أبو بكر دوبي الدبلوماسيين الأجانب من التدخل في سيادة الصومال.
في 1 مايو 2021 أعلن الرئيس فرماجو تراجعه عن قرار تمديد ولايته في خطوة لاقت إشادات دولية، وفوّض الرئيس فرماجو رئيس الوزراء محمد حسين روبلى، مسؤولية تأمين وتنفيذ اتفاقية 17سبتمبر لإجراء الانتخابات الرئاسية والبرلمانية "في أقرب وقت ممكن".
في 7 أغسطس 2021 أصدر فرماجو مرسوما رئاسيا يمنع فيه الحكومة الفيدرالية وجميع وكالاتها من توقيع اتفاقيات سياسية واقتصادية وأمنية مع الشركات الكبرى والدول حتى ينتهي موسم الانتخابات وتجتاز البلاد المرحلة الانتقالية التي تمر بها، في خطوة وصفها روبلي بأنها مخالفة للدستور، وظهر إلى السطح خلاف بين الرجلين إلا أنه انتهى إلى اتفاق بينهما 
في سبتمبر 2021 تجدد الخلاف بين الرئيس فرماجو ورئيس وزرائه روبلي بشأن التحقيق في قضية اختفاء إكرام تهليل فارح حيث أعلن روبلي إيقاف مدير وكالة المخابرات والأمن الوطني (نيسا) فهد ياسين من عمله في خطوة وصفها الرئيس فرماجو بأنها غير دستورية. في 8 سبتمبر 2021 ، أعلنت فيلا الصومال استقالة فهد ياسين من رئاسة نيسا وتعيينه على الفور مستشارا للرئيس الصومالي لشؤون لأمن القومي. ودعا شركاء الصومال الدوليون إلى إجراء تحقيق موثوق بشأن قضية اختفاء إكرام تهليل فارح، في 16 سبتمبر 2021 علق الرئيس فرماجو صلاحيات رئيس الحكومة محمد حسين روبلي في ما يخص عزل أو تعيين أي مسؤول، حتى استكمال الانتخابات. ورفض رئيس الوزراء روبلي القرار واصفا إياه بغير القانوني إلا أن الطرفين وصلا اتفاق في أكتوبر للعمل على إجراء الانتخابات دون مزيد من التأخير
في 18 ديسمبر 2021 عزل روبلي 7 من أعضاء لجنة حل الخلافات حول الانتخابات؛ بتهمة خرق لوائح اللجنة واختلاطهم بالعملية السياسية، بعد إعلانهم صحة فوز مدير وكالة المخابرات بالإنابة ياسين عبد الله (مقرب من فرماجو) بمقعد برلماني في ظل شكوك حول نزاهة انتخابه. كما اقترح تشكيل لجنة جديدة للإشراف عليها، في المقابل اتهم فرماجو روبلي بالفشل في قيادة مهمة إجراء الانتخابات على أساس اتفاق 17 سبتمبر 2020 (بين الحكومة والولايات)، كما دعا إلى مؤتمر تشاوري لاختيار خلف له في قيادة هذه المهمة.
في 27 ديسمبر 2021 قرر فرماجو تعليق صلاحيات روبلي، لحين انتهاء تحقيقات بشأن اتهامه بالاستحواذ على أملاك للدولة. في 28 ديسمبر 2021 دعا روبلي الرئيس فرماجو إلى التنحي على الفور والتركيز على مسار الحملة الانتخابية المقبلة.
في 9 يناير 2022 أعلن المتحدث باسم الحكومة الصومالية، عن توصل الأطراف الصومالية إلى اتفاق بشأن الانتهاء من الانتخابات التشريعية في موعد أقصاه 25 فبراير المقبل، بعد المؤتمر التشاوري الذي عقده المجلس الاستشاري الوطني، والذي استمر لمدة أسبوع في العاصمة الصومالية مقديشو، بحضور رؤساء الولايات الفيدرالية الخمسة، بالإضافة إلى محافظ إقليم بنادر، وبرئاسة رئيس الوزراء الصومالي، محمد حسين روبلي.

## الجوائز
في الجمعية العامة للأمم المتحدة عام 2019 حصل محمد عبد الله فرماجو على جائزة كونكورديا للقيادة مشاركة مع رئيس وزراء إثيوبيا آبي أحمد والرئيس الإرتري أساياس أفورقي.